# Rakouská sociální služba
Rakouská sociální služba je dvanáctiměsíční alternativa k povinné vojenské službě.

## Obecné
Rakouská sociální služba je součást neziskové organizace „Rakouská zahraniční služba“ která byla založená Andreasem Maislingerem a Andreasem Hörtnaglem v roce 1998.
Rakouská zahraniční služba může být vykonávána v zařízeních pro vzpomínku na holocaust, v oblastí sociální nebo mírové. Sociální pracovník pracuje pro organizace, které slouží k hospodářském a sociálním rozvoji státu v různých státech na světě.
Zahraniční služba má v 32 různých zemí 69 míst pro vykonáni služby a je největší organizací pro zahraniční službu v Rakousku.
9. ledna 2006 byl vyznamenán sociální služebník Daniel Andreas Matt cenou služebník roku.

## Činnost
Tyto partnerské organizace jsou umístěny v 22 různých státech na 4 kontinentech a mají různé úkoly a cíle.
Tyto úkoly sahají od práce s dětmi na ulici přes účast na projektech zásobování vodou, školního vzdělávání až po péči o uprchlíky. Tyto pomocné ruce mají v těchto situacích stále větší význam. Sociální pracovník má možnost skoro na celém svĕtĕ přispĕt ke zlepšení kvality života lidí.